# Iain Jensen
Iain Valjean Jensen (Belmont, 23 de mayo de 1988) es un deportista australiano que compite en vela en la clase 49er.
Participó en dos Juegos Olímpicos de Verano, obteniendo una medalla de oro en Londres 2012 y una de plata en Río de Janeiro 2016, ambas en la clase 49er compitiendo junto con Nathan Outteridge. Ganó seis medallas en el Campeonato Mundial de 49er entre los años 2009 y 2015.
En 2014 fue condecorado con la Medalla de la Orden de Australia (OAM).

## Palmarés internacional
| \| Juegos Olímpicos \| Juegos Olímpicos \| Juegos Olímpicos \| Juegos Olímpicos \| \| Año \| Lugar \| Medalla \| Clase \| \| ------------------ \| ------------------------ \| ----------------- \| ---------------- \| \| 2012 \| Londres (Reino Unido) \| Medalla de oro \| 49er \| \| 2016 \| Río de Janeiro (Brasil) \| Medalla de plata \| 49er \| \| Campeonato Mundial \| \| \| \| \| Año \| Lugar \| Medalla \| Clase \| \| 2009 \| Riva del Garda (Italia) \| Medalla de oro \| 49er \| \| 2010 \| Freeport (Bahamas) \| Medalla de plata \| 49er \| \| 2011 \| Perth (Australia) \| Medalla de oro \| 49er \| \| 2012 \| Zadar (Croacia) \| Medalla de oro \| 49er \| \| 2014 \| Santander (España) \| Medalla de bronce \| 49er \| \| 2015 \| Buenos Aires (Argentina) \| Medalla de plata \| 49er \| |                          |                   |       |
| Juegos Olímpicos |                          |                   |       |
| Año | Lugar                    | Medalla           | Clase |
| 2012 | Londres (Reino Unido)    | Medalla de oro    | 49er  |
| 2016 | Río de Janeiro (Brasil)  | Medalla de plata  | 49er  |
| Campeonato Mundial |                          |                   |       |
| Año | Lugar                    | Medalla           | Clase |
| 2009 | Riva del Garda (Italia)  | Medalla de oro    | 49er  |
| 2010 | Freeport (Bahamas)       | Medalla de plata  | 49er  |
| 2011 | Perth (Australia)        | Medalla de oro    | 49er  |
| 2012 | Zadar (Croacia)          | Medalla de oro    | 49er  |
| 2014 | Santander (España)       | Medalla de bronce | 49er  |
| 2015 | Buenos Aires (Argentina) | Medalla de plata  | 49er  |